# Я объявляю вам войну
«Я объявляю вам войну» — советский остросюжетный художественный фильм 1990 года режиссёра Ярополка Лапшина.

## Сюжет
Перестроечные времена. Демобилизовавшись из армии, отслужив на Кубе, в Афганистане, Африке и других горячих точках, офицер — подполковник в отставке Владимир Ерохин (Николай Ерёменко-младший) — вернулся в родной Красногорск, чтобы заняться мирным трудом. Однако ситуация в новые времена в родных местах заставила его вновь обратиться к своему богатому военному опыту.
Город погряз в коррупции. Банда некоего Фомы (Геннадий Сайфулин) обложила своей данью почти все городские службы, а также кооператоров. Милиция, где служит бывший одноклассник Ерохина Воротников (Олег Корчиков), ничего с Фомой и его людьми сделать не могла, не имея возможности поймать их на месте преступления. В первый же день Ерохин был избит подручными Фомы, заявившимися за ежемесячной мздой в кафе «Василёк», которое содержала подруга Владимира Тамара (Елена Тонунц).
Однако не таков был Ерохин, чтобы испугаться бандитов. Выследив одного из них, он отобрал у подонка наган. Тогда Фома лично встретился с непокорным офицером и предложил ему убраться из города. Но Фома сам получил от Владимира точно такое же предложение. Так Ерохин объявил бандитам войну...

## В ролях
- Николай Ерёменко-мл. — Владимир Петрович Ерохин (Ероха), возлюбленный Ани, офицер в отставке, афганец, директор гостиницы «Красногорская»
- Анжелика Неволина — Аня, возлюбленная Ерохина, дежурная по этажу в гостинице
- Елена Тонунц — Тамара, подруга и одноклассница Ерохина, хозяйка кооперативного кафе «Василёк» (в титрах Е. Тонунц-Кокалевская)
- Геннадий Сайфулин — Фома, главный мафиози
- Олег Корчиков — Воротников (Воротник), одноклассник Ерохина, майор милиции
- Наталия Потапова — Вера Георгиевна Семёнова (Мышкина), одноклассница Ерохина, и. о. директора гостиницы «Красногорская»
- Николай Сектименко — Михаил Шмагин (Шмага), друг и одноклассник Ерохина, автомеханик, бывший сержант
- Дмитрий Наливайчук — Николай, друг и одноклассник Ерохина
- Вера Варчук — Нина, жена Шмагина
- Алексей Шемес — бандит Никита
- Любовь Теплова — Лена, дежурная по этажу в гостинице
- Евгений Орлов — бандит
- Игорь Битюцкий — бандит
- Олег Бирючев — бандит
- Владимир Чермянинов — Марк Килерман, председатель совета кооперативов
- Алексей Шамбер — Васильев, одноклассник Ерохина, заместитель председателя городского исполкома
- Александр Ольков — Панченко О. С., секретарь горисполкома
- Николай Бадьев — сторож в гостинице
- Татьяна Скипочка — эпизод
- И. Шеремет — эпизод
- Олег Комаров — бандит Петька (нет в титрах)
- Андрей Дымшаков — таксист (нет в титрах)

## Съёмочная группа
- Автор сценария: Валентин Черных
- Режиссёр: Ярополк Лапшин
- Оператор: Рудольф Мещерягин
- Композитор: Вадим Биберган